# Manoir de Kaden
Pour les articles homonymes, voir Kaden (homonymie).
Le manoir de Kaden (Herrenhaus Kaden) est un petit château du Schleswig-Holstein dans un domaine qui fut une exploitation agricole du Moyen Âge au XXe siècle, transformé depuis 1984 en club de golf. Il se trouve près du village d'Alveslohe à environ 20km au nord de Hambourg.

## Histoire
Le domaine a été mentionné pour la première fois en 1377 sous le nom de tho Caden, lié au village d'Alveslohe, appartenant aux chevaliers d'Alverslo, qu'ils vendent vers 1400 à la famille von Reventlow. Il est acquis plus tard par le roi Christian Ier de Danemark. Les terres sont agrandies par la famille Ahlefeldt qui y demeure pendant 250 ans.
Un premier manoir est construit en 1532 et sert de demeure à une veuve de la famille qui possédait aussi les domaines de Haselau et de Haseldorf. Les Ahlefeldt doivent vendre pour des raisons financières les terres en 1754 à la famille von Schilden qui font reconstruire le château. Celui-ci appartient au XIXe siècle à la famille von Platen-Hallermund qui le vend en 1984 pour en faire un club de golf.

## Architecture
Le château est construit à l'époque baroque avant 1754 par Ernst Georg Sonnin, connu dans toute l'Allemagne du nord pour avoir construit l'église Saint-Michel de Hambourg. Il est agrandi au long du XIXe siècle. On entre du côté nord par un grand vestibule et du côté sud par un grand salon donnant sur le parc. La porte du parc est décorée de stucs rococo. Les Hallen-Plattermund rehaussent le manoir d'un étage entre 1864 et 1870 et ornent la façade de colonnes et d'un large fronton néogothique.
Le château est maintenant le club house du golf et abrite aussi un restaurant gastronomique. Les salons peuvent être loués aussi pour des funérailles.

## Source
- (de) Cet article est partiellement ou en totalité issu de l’article de Wikipédia en allemand intitulé « Gut Kaden » (voir la liste des auteurs).